# Sinard
Sinard är en kommun i departementet Isère i regionen Auvergne-Rhône-Alpes i sydöstra Frankrike. Kommunen ligger i kantonen Monestier-de-Clermont som tillhör arrondissementet Grenoble. År 2022 hade Sinard 719 invånare.

## Befolkningsutveckling
Antalet invånare i kommunen Sinard
Referens:INSEE